# كينستون (كارولاينا الشمالية)
كينستون (بالإنجليزية: Kinston)‏ هي مدينة أمريكية ومركز مقاطعة لينوير في ولاية كارولاينا الشمالية في الولايات المتحدة الأمريكية.

## التركيبة السكانية
حدّد مكتب تعداد الولايات المتحدة بيانات التركيبة السكانية لكينستون في تعداد الولايات المتحدة. في ما يلي، التركيبة السكانية حسب تعدادي 2000 و2010.

### تعداد عام 2000
بلغ عدد سكان كينستون 23,688 نسمة بحسب تعداد عام 2000، وبلغ عدد الأسر 9,829 أسرة وعدد العائلات 6,073 عائلة مقيمة في المدينة. في حين سجلت الكثافة السكانية 492.7 نسمة لكل كيلومتر مربع (1,276.1/ميل2). وبلغ عدد الوحدات السكنية 11,229 وحدة بمتوسط كثافة قدره 233.5 لكل كيلومتر مربع (604.8/ميل2).
وتوزع التركيب العرقي للمدينة بنسبة 35.27% من البيض و62.64% من الأمريكيين الأفارقة و0.16% من الأمريكيين الأصليين و0.57% من الأمريكيين ذوي الأصول الآسيوية و0.05% من سكان جزر المحيط الهادئ و0.66% من الأعراق الأخرى و0.67% من عرقين مختلطين أو أكثر و1.14% من الهسبانيون أو اللاتينيون من أي عرق.
بلغ عدد الأسر 9,829 أسرة كانت نسبة 32.7% منها لديها أطفال تحت سن الثامنة عشر تعيش معهم، وبلغت نسبة الأزواج القاطنين مع بعضهم البعض 35.7% من أصل المجموع الكلي للأسر، ونسبة 22.7% من الأسر كان لديها معيلات من الإناث دون وجود شريك، بينما كانت نسبة 3.4% من الأسر لديها معيلون من الذكور دون وجود شريكة وكانت نسبة 38.2% من غير العائلات. تألفت نسبة 34.5% من أصل جميع الأسر من عدة أفراد يعيشون في نفس المنزل ونسبة 16.4% كانت تتألف من شخص يعيش بمفرده يبلغ من العمر 65 عاماً أو أكثر. وبلغ متوسط حجم الأسرة المعيشية 2.29، أما متوسط حجم العائلات فبلغ 2.94.
بلغ العمر الوسطي للسكان 40.8 عاماً. وكانت نسبة 24.3% من القاطنين تحت سن الثامنة عشر، وكانت نسبة 7.1% بين الثامنة عشر والرابعة والعشرين عاماً، ونسبة 23.4% كانت واقعةً في الفئة العمرية ما بين الخامسة والعشرين والرابعة والأربعين عاماً، ونسبة 22.9% كانت ما بين الخامسة والأربعين والرابعة والستين، ونسبة 17.4% كانت ضمن فئة الخامسة والستين عاماً فما فوق. يوجد لكل 100 أنثى 80.0 ذكر، ويوجد لكل 100 أنثى في الثامنة عشر من عمرها فما فوق 72.0 ذكر.
بلغ متوسط دخل الأسرة في المدينة 51,489 دولارًا، أما متوسط دخل العائلة فبلغ 63,700 دولارًا. وكان متوسط دخل الذكور 45,052 دولارًا مقابل 27,397 دولارًا للإناث. وسجل دخل الفرد الخاص بالمدينة 27,802 دولارًا. وكانت نسبة 2.1% من العائلات ونسبة 4.6% من السكان تحت خط الفقر، وكان من هؤلاء نسبة 4.5% تحت سن الثامنة عشر ونسبة 6.7% في الخامسة والستين من العمر وما فوق.

### تعداد عام 2010
بلغ عدد سكان كينستون 21,677 نسمة بحسب تعداد عام 2010، وبلغ عدد الأسر 9,365 أسرة وعدد العائلات 5,494 عائلة مقيمة في المدينة. في حين سجلت الكثافة السكانية 450.9 نسمة لكل كيلومتر مربع (1,167.8/ميل2). وبلغ عدد الوحدات السكنية 10,862 وحدة بمتوسط كثافة قدره 225.9 لكل كيلومتر مربع (585.1/ميل2).
وتوزع التركيب العرقي للمدينة بنسبة 28.65% من البيض و68.04% من الأمريكيين الأفارقة و0.23% من الأمريكيين الأصليين و0.70% من الأمريكيين ذوي الأصول الآسيوية و0.06% من سكان جزر المحيط الهادئ و1.04% من الأعراق الأخرى و1.28% من عرقين مختلطين أو أكثر و2.36% من الهسبانيون أو اللاتينيون من أي عرق.
بلغ عدد الأسر 9,365 أسرة كانت نسبة 29% منها لديها أطفال تحت سن الثامنة عشر تعيش معهم، وبلغت نسبة الأزواج القاطنين مع بعضهم البعض 29.5% من أصل المجموع الكلي للأسر، ونسبة 24.9% من الأسر كان لديها معيلات من الإناث دون وجود شريك، بينما كانت نسبة 4.2% من الأسر لديها معيلون من الذكور دون وجود شريكة وكانت نسبة 41.3% من غير العائلات. تألفت نسبة 37.7% من أصل جميع الأسر من عدة أفراد يعيشون في نفس المنزل ونسبة 16.1% كانت تتألف من شخص يعيش بمفرده يبلغ من العمر 65 عاماً أو أكثر. وبلغ متوسط حجم الأسرة المعيشية 2.23، أما متوسط حجم العائلات فبلغ 2.91.
بلغ العمر الوسطي للسكان 43.7 عاماً. وكانت نسبة 23.6% من القاطنين تحت سن الثامنة عشر، وكانت نسبة 7.5% بين الثامنة عشر والرابعة والعشرين عاماً، ونسبة 20.3% كانت واقعةً في الفئة العمرية ما بين الخامسة والعشرين والرابعة والأربعين عاماً، ونسبة 30% كانت ما بين الخامسة والأربعين والرابعة والستين، ونسبة 18.5% كانت ضمن فئة الخامسة والستين عاماً فما فوق. وتوزع التركيب الجنسي للسكان بنسبة 45.3% ذكور و54.7% إناث.

## أعلام
- سيدريك ماكسويل
- براندون إنغرام
- كارل لونغ
- ماسيو باركر
- ستان سبينس
- تشارلز شاكليفورد
- ليتل إيفا
- جايمي بريسلي
- جيري ستاكهاوس